# Bellegarde-Marsal
Bellegarde-Marsal (okzitanisch: Bèlagarda e Marçal) ist eine französische Gemeinde mit 695 Einwohnern (Stand: 1. Januar 2022) im Département Tarn in der Region Okzitanien (vor 2016: Midi-Pyrénées). Bellegarde-Marsal gehört zum Arrondissement Albi und zum Kanton Le Haut Dadou. 

## Lage
Bellegarde-Marsal liegt etwa sieben Kilometer östlich des Stadtzentrums von Albi am Tarn, der die Gemeinde im Norden begrenzt. An der südlichen Gemeindegrenze verläuft sein späterer Zufluss Caussels.  Umgeben wird Bellegarde-Marsal von den Nachbargemeinden Saint-Grégoire im Norden und Nordwesten, Crespinet im Norden und Nordosten, Sérénac im Nordosten, Villefranche-d’Albigeois im Osten, Mouzieys-Teulet im Süden, Fréjairolles im Südwesten, Cambon im Westen und Südwesten, Cunac im Westen sowie Saint-Juéry im Westen und Nordwesten.

## Gliederung
| Ortsteil                       | ehemaliger INSEE-Code | Fläche (km²) | Einwohnerzahl (2013) |
| ------------------------------ | --------------------- | ------------ | -------------------- |
| Bellegarde (Verwaltungssitz)00 | 81026                 | 11,10        | 441                  |
| Marsal                         | 81155                 | 08,29        | 273                  |

## Sehenswürdigkeiten

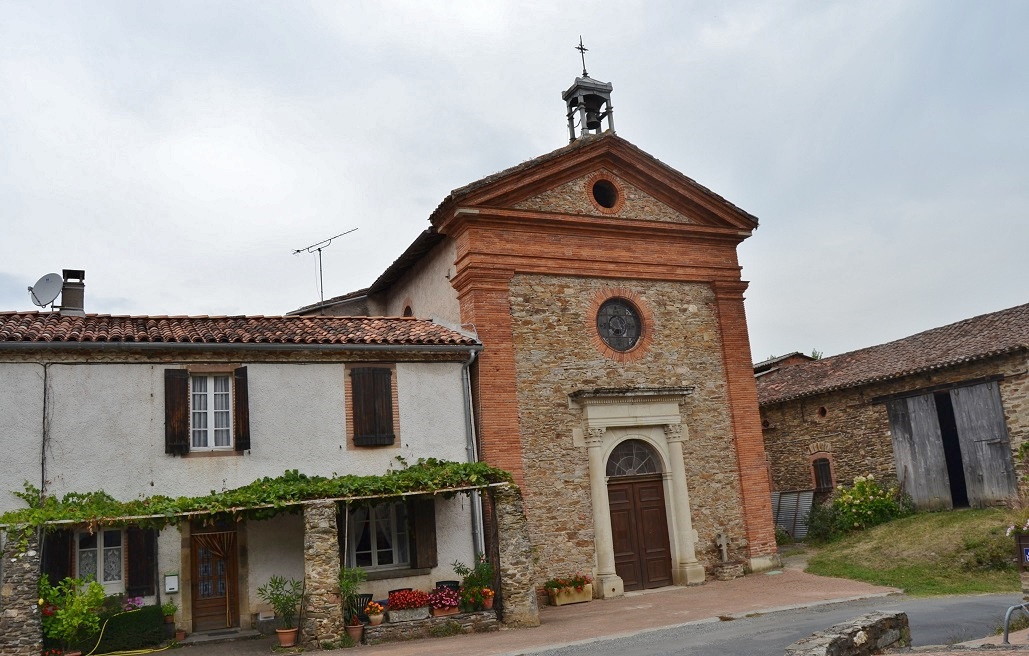
Kirche Saint-Pierre-ès-Liens

- Kirche Saint-Benoît in Bellegarde aus dem 19. Jahrhundert
- Protestantische Kirche
- Kirche Saint-Pierre-ès-Liens in Marsal